# گرت جونز (کارگردان)
گرت جونز (انگلیسی: Gareth Jones؛ زادهٔ ۹ فوریهٔ ۱۹۵۱) کارگردان فیلم، فیلم‌نامه‌نویس، و کارگردان تلویزیونی اهل بریتانیا است. از فیلم‌ها و مجموعه تلویزیونی‌های او می‌توان به هذیان (۲۰۱۷)، لذت (۲۰۱۳)  و شالوم سلام (۱۹۸۹) اشاره کرد.